# Vaccinium piceifolium
Vaccinium piceifolium är en ljungväxtart som beskrevs av Herbert Fuller Wernham. Vaccinium piceifolium ingår i Blåbärssläktet, och familjen ljungväxter. Inga underarter finns listade i Catalogue of Life.